# 傑夫·傑克遜
杰弗里·尼尔·杰克逊（英語：Jeffrey Neale Jackson，1982年9月12日—）是一位美国政治人物、律师和少校，現任北卡罗来纳州总检察长，曾為北卡羅萊納州第十四國會選區聯邦眾議員，民主黨籍。
2023年10月，傑克遜宣布竞选2024年北卡罗来纳州总检察长选举，並順利當選。

## 外部連結
- Congressman Jeff Jackson （页面存档备份，存于） official U.S. House website
- Jeff Jackson for Congress （页面存档备份，存于） campaign website

- 美國國會國家人物傳記大辭典中的傳記
- 由華盛頓郵報維護的投票記錄
- 智慧投票计划中的傳記、投票紀錄及利益集團評級
- 聯邦選舉委員會中的競選財務報告和數據
- C-SPAN內的頁面（英文）